# منتخب القبائل لكرة القدم
متتخب القبائل لكرة القدم هو منتخب كرة قدم يمثل منطقة القبائل، الواقعة في شمال الجزائر. لا ينتمي المنتخب للفيفا أو الكاف، لذلك لا يحق له المشاركة في كأس العالم لكرة القدم أو كأس الأمم الأفريقية لكرة القدم. لعب منتخب القبائل في كأس العالم لاتحاد الجمعيات المستقلة لكرة القدم 2018.